# Воронина, Екатерина Александровна
Екатерина Александровна Воронина (род. 16 февраля 1992 года, Ташкент, Узбекистан) — легкоатлетка Узбекистана, специализирующаяся в многоборье. Мастер спорта Республики Узбекистан международного класса.

## Карьера
Родилась 16 февраля 1992 года в Ташкенте. С 2003 года занимается лёгкой атлетикой. Первый тренер — Свечникова Елена Юрьевна.
Серебряный призёр I Евроазиатских спортивных игр, организованных в 2007 году в белорусском Бресте, в метании копья — 40.86 м.
Участница чемпионата мира среди юношей и девушек в г. Бриксан (Италия) в метании копья — 46.13 м (14 место).
С 2010 года тренируется под руководством тренера Андреева Павла Владимировича.
В 2011 году Екатерина становится чемпионом Узбекистана в семиборье, выполняет норматив мастера спорта — 5287 очков.
В 2013 году становится вице-чемпионкой Азии.
В 2014 году занимает четвёртое место в зимнем чемпионате Азии. А на Универсиаде в Инчхоне поднимается на верхнюю ступень пьедестала.
В феврале 2015 года на этапе «European Athletics Permit Meetings — 2015» в Таллине устанавливает рекорд Узбекистана по пятиборью (в помещении) — 4014 очков.
На чемпионате Узбекистана завоевала два золота (толкание ядра — 12,88 м; прыжки в высоту — 1,77 м) и бронзу (60 м с барьерами — 9.58 с).
В 2015 году становится чемпионкой Азии. А на чемпионате мира оказывается 24-й.

## Результаты
| Год  | Соревнование               | Место проведения | Дисциплина | Место     | Результат  |
| ---- | -------------------------- | ---------------- | ---------- | --------- | ---------- |
| 2009 | Юношеский чемпионат мира   | Бриксен          | 14         | копьё     | 46.13 м    |
| 2013 | Чемпионат Азии             | Пуна             | 2          | семиборье | 5599 очков |
| 2014 | Чемпионат Азии в помещении | Ханчжоу          | 4          | пятиборье | 3951 очков |
| 2014 | Азиатские игры             | Инчхон           | 1          | семиборье | 5912 очков |
| 2015 | Чемпионат Азии             | Ухань            | 1          | семиборье | 5689 очков |
| 2015 | Чемпионат мира             | Пекин            | 24         | семиборье | 5701 очко  |

## Образование
Студентка УзГосИФК.